# Bulia vulpina
Bulia vulpina är en fjärilsart som beskrevs av Edwards. Bulia vulpina ingår i släktet Bulia och familjen nattflyn. Inga underarter finns listade i Catalogue of Life.